# Petaserpes strictus
Petaserpes strictus är en mångfotingart som först beskrevs av Shelley 1976.  Petaserpes strictus ingår i släktet Petaserpes och familjen koppardubbelfotingar. Inga underarter finns listade i Catalogue of Life.